# ألدو بيليجريني
ألدو بيليجريني (بالإسبانية: Aldo Pellegrini)‏ هو كاتب وشاعر أرجنتيني، ولد في 1903 في روساريو في الأرجنتين، وتوفي في 1973.